# Прем'єр-ліга (Мальта)
Чемпіона́т Ма́льти з футбо́лу, Мальті́йська Прем'є́р Лі́га — найсильніша футбольна ліга Мальти з футболу.

## Історія
Перші змагання пройшли в 1909 році. До 1980 року Прем'єр ліга називалася Вищою лігою, але була перейменована і так залишилася донині.
Змагання проходять в один раунд, який триває з серпня по травень. Всі 14 команд грають один проти одного 2 рази. Останні два клуби переводяться в Першу лігу. Переможець чемпіонату грає в першому кваліфікаційному раунді Ліги Чемпіонів УЄФА, срібний призер грає в першому кваліфікаційному матчі Ліги конференцій. Володар кубка Мальти отримує право грати в другому кваліфікаційному раунді Ліги конференцій УЄФА.

## Титули
| Клуб                     | Перемоги | Сезони |
| ------------------------ | -------- | --- |
| Сліма Вондерерс          | 26       | 1920, 1923, 1924, 1926, 1930, 1933, 1934, 1936, 1938, 1939, 1940, 1949, 1954, 1956, 1957, 1964, 1965, 1966, 1971, 1972, 1976, 1989, 1996, 2003, 2004, 2005 |
| Флоріана                 | 26       | 1910, 1912, 1913, 1921, 1922, 1925, 1927, 1928, 1929, 1931, 1935, 1937, 1950, 1951, 1952, 1953, 1955, 1958, 1962, 1968, 1970, 1973, 1975, 1977, 1993, 2020 |
| Валетта                  | 25       | 1915, 1932, 1945, 1946, 1948, 1959, 1960, 1963, 1974, 1978, 1980, 1984, 1990, 1992, 1997, 1998, 1999, 2001, 2008, 2011, 2012, 2014, 2016, 2018, 2019       |
| Гіберніанс               | 13       | 1961, 1967, 1969, 1979, 1981, 1982, 1994, 1995, 2002, 2009, 2015, 2017, 2022                                                                               |
| Хамрун Спартанс          | 11       | 1914, 1918, 1947, 1983, 1987, 1988, 1991, 2021, 2023, 2024, 2025                                                                                           |
| Біркіркара               | 4        | 2000, 2006, 2010, 2013 |
| Рабат Аякс               | 2        | 1985, 1986 |
| Королівський полк Мальти | 1        | 2019 |
| Марсашлокк               | 1        | 2007 |
| Санкс-Джорджс            | 1        | 1917 |